# Aenictus inconspicuus
Aenictus inconspicuus é uma espécie de formiga do gênero Aenictus.